# Dani Bautista
Dani Bautista, właśc. Daniel Bautista Pina (ur. 25 lutego 1981 w Sewilli) – hiszpański piłkarz, grający na pozycji obrońcy.
W barwach Recreativo Huelva rozegrał 39 spotkań w Primera División.